# Katmai
De Katmai is een cluster van 3 à 4 kleinere vulkanen op het Alaska-schiereiland in Alaska, met een hoogste top van 2047 m. In 1912 vond een zeer zware uitbarsting plaats, de zwaarste zelfs van geheel Noord-Amerika in de 20e eeuw: meer dan 30 km³ as werd in 60 uur uitgestoten, waarbij een gebied van zo'n 120.000 km² onder minstens 1 cm as werd bedolven. In de krater bevindt zich een kratermeer.